# Nazilli
Nazilli est un discrit de la ville d'Aydın de la Turquie. Kürşat Engin Özcan est le maire. 